# Ришен
Ри́шен или Зре́шин (нем. Rieschen; в.-луж. Zrěšinо файле) — деревня в Верхней Лужице, Германия. Входит в состав коммуны Кубшюц района Баутцен в земле Саксония. Подчиняется административному округу Дрезден.

## География
Располагается северо-восточнее Баутцена у подножия холма Мельтойерберг (Mehltheuerberg, Lubjenc, 384,2 м.).
Соседние населённые пункты: на востоке — деревня Брезов, на юго-востоке — деревня Высока и на западе — деревня Тороньца.

## История
Впервые упоминается в 1365 году под наименованием Greschin.
С 1936 по 1950 года была центром одноимённой коммуны. С 1950 по 1994 года деревня входила в состав коммуны Енквиц. С 1994 года входит в современную коммуну Кубшюц.
В настоящее время деревня входит в состав культурно-территориальной автономии «Лужицкая поселенческая область», на территории которой действуют законодательные акты земель Саксонии и Бранденбурга, содействующие сохранению лужицких языков и культуры лужичан.
Исторические немецкие наименования.
- Greschin, Gresschin, Gresshin, 1365
- Greschen, 1419
- Gresschen, 1475
- Greschen, Hreschen, 1562
- Reschen, 1658
- Rieschen, 1777
- Rischen, Röschen, 1791
- Rieschen (Röschen), 1875

## Население
Официальным языком в населённом пункте, помимо немецкого, является также верхнелужицкий язык.
Согласно статистическому сочинению «Dodawki k statisticy a etnografiji łužickich Serbow» Арношта Муки в 1884 году в деревне проживало 49 человек (из них — 48 серболужичан (99 %)).
| 1834 | 1871 | 1890 | 1910 | 1925 |
| ---- | ---- | ---- | ---- | ---- |
| 38   | 50   | 36   | 38   | 50   |

## Достопримечательности
Памятники культуры и истории земли Саксония
- Фонтан с прудом и каменным вольером, 1866 год (№ 09279084)
- Дом с хозяйственными постройками, Bergstraße 4, вторая половина 18 века (№ 09301180)
- Дом с хозяйственными постройками, Bergstraße 6, 19 век (№ 09251507)
- Дом с хозяйственными постройками, Bergstraße 8, 19 век (№ 09251508)
- Железнодорожный мост, 19 век (№ 09301181)